# Іплікатор Кузнєцова
Іплікатор Кузнєцова (голкоаплікатор, аплікатор, йога-мат) — пластмасова пластина або еластичні смуги з пластмасовими або метало-голчатими шипами, який прикладається до певних ділянок тіла для рефлексотерапевтичної дії. Винайшов та запустив у масове виробництво у 1980-х роках вчитель музики з Челябінська Іван Кузнєцов (авторське свідоцтво № 791378 від 30.12.80.р. «Способ повышения работоспособности человека и устройство для его осуществления»)
Кузнєцов самостійно вивчав голковколювання та рефлексотерапію, щоб вилікуватись Пропонував його для лікування захворювань нервової системи (невралгії, м'язові і головні болі). Виробники іплікаторів з пластиковими модулями стверджують, що такий іплікатор називають іплікатором Кузнєцова помилково.
У 1980-1990-х роках було випущено понад 75 млн іплікаторів. Винахідник оселився в Москві, приймав у себе пацієнтів. Загинув трагічно, під час випробування костюма з шипами у 2005 році, який він запатентував також під назвою іплікатор Кузнєцова.
У 2018 році було опубліковано результати дослідження у російському Бєлгороді, де за допомогою іплікатора діагностувалась здатність кікбоксерів підліткового віку протистояти фізичному болю. Їм до плеча притискали іплікатор з різною силою.

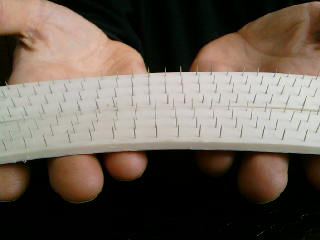
іплікатор Кузнєцова
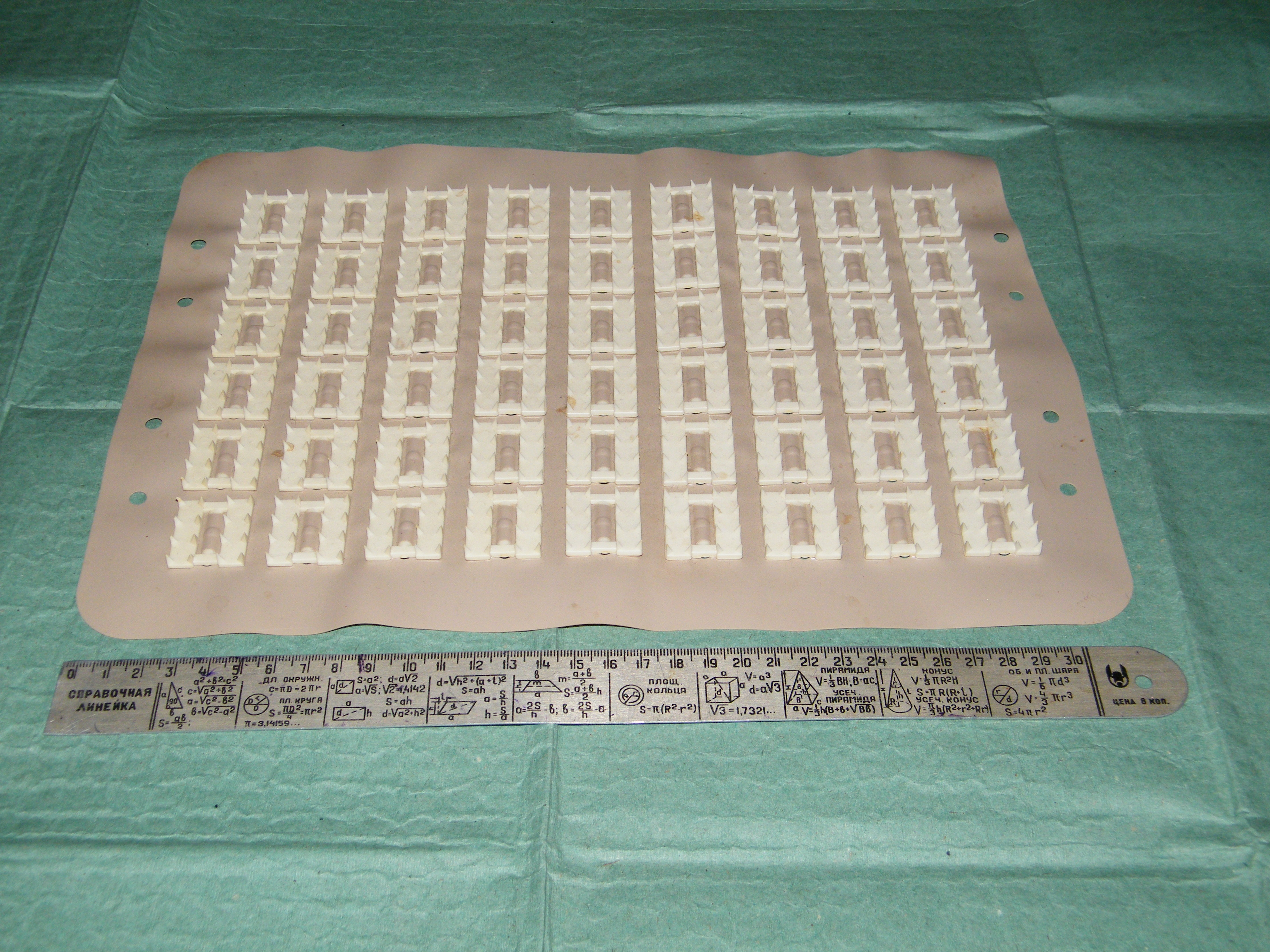
іплікатор з пластиковими модулями
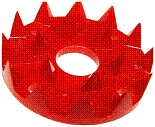
елемент іплікатора